# Романовський (Ульяновська область)
Романовський (рос. Романовский) — селище в Новоспаському районі Ульяновської області Російської Федерації.
Населення становить 4 особи. Входить до складу муніципального утворення Фабричновиселковське сільське поселення.

## Історія
Від 2004 року входить до складу муніципального утворення Фабричновиселковське сільське поселення.

## Населення
| 2010 |
| ---- |
| 4    |